# Bembidion stenoderum
Bembidion stenoderum es una especie de escarabajo del género Bembidion, tribu Bembidiini, familia Carabidae. Fue descrita científicamente por Bates en 1873.
Se distribuye por Corea, Japón, Rusia y China. La especie se mantiene activa durante todos los meses del año excepto en enero y diciembre.